# Maria De Matteis
Maria De Matteis, née le 6 mars 1898 à Florence (Toscane, Italie), morte le 9 décembre 1988 à Rome (Italie), est une créatrice de costumes pour le théâtre, l’opéra, le cinéma et la télévision. Elle est parfois créditée comme M. De Matteis, ou Mary Matté.

## Biographie
Elle fait des études artistiques à Florence, puis à Rome. Elle se présente au cinéaste Nino Novarese, qui prépare Scipion l’Africain, et est engagée comme assistante aux costumes. Munie de cette expérience, elle travaille ensuite dans les studios de Gino Carlo Sensani et entame une collaboration avec lui. Sa carrière personnelle comme costumière en chef commence en 1939 où elle crée des costumes pour le théâtre et le cinéma. Parmi ses réalisations remarquées, Piccolo mondo antico, réalisé par Mario Soldati, en français le Mariage de minuit, d’après le roman de Antonio Fogazzaro (1940). Une carrière internationalme s’ouvre à elle.
En 1952, elle crée les costumes de l’Othello d’Orson Welles en s’inspirant du cycle de peintures de Vittore Carpaccio sur la légende de sainte Ursule, à Venise. Le film est réalisé avec beaucoup de difficultés et la scène de l’attentat contre Cassio est tournée dans un bain turc parce que les costumes n’étaient pas arrivés.
Son travail est remarqué au Film Award de 1957 pour ses costumes de Guerre et Paix de King Vidor, et elle est récompensée par un Film Award en 1971 pour Waterloo de Serguei Bondartchouk (costumes civils).
Son œuvre répertorie 86 titres comme créatrice de costumes. Elle a également réalisé des décors. Ses études de costumes, réalisées à l’encre, à la gouache ou à l’aquarelle sont recherchées par les amateurs.

## Filmographie partielle

### Cinéma
- 1940 : La Naissance de Salomé de Jean Choux
- 1940 : Don Pasquale de Camillo Mastrocinque
- 1940 : La danza dei milioni de Camillo Mastrocinque (comme Mary Matté)
- 1941 : Le Mariage de minuit (Piccolo mondo antico) de Mario Soldati
- 1947 : I due orfanelli de Mario Mattoli
- 1952 : Amour et Jalousie(La fiammata), d'Alessandro Blasetti
- 1952 : Caruso, la légende d'une voix (Enrico Caruso, leggenda di una voce) de Giacomo Gentilomo
- 1952 : Cour martiale (Il segreto delle tre punte) de Carlo Ludovico Bragaglia
- 1952 : Othello (The Tragedy of Othello: The Moor of Venice) d'Orson Welles
- 1953 : Le Carrosse d'or de Jean Renoir
- 1953 : Prisonnière des ténèbres de Giacomo Gentilomo
- 1953 : Aida de Clemente Fracassi
- 1954 : Gran varietà de Domenico Paolella
- 1955 : Les Aventures et les Amours de Casanova (Le avventure di Giacomo Casanova) de Steno
- 1956 : Guerre et Paix de King Vidor, nommée au Film Award 1957 pour meilleur costume et couleur
- 1956 : Tosca de Carmine Gallone
- 1958 : Barrage contre le Pacifique de René Clément
- 1958 : Fortunella d'Eduardo De Filippo
- 1958 : La Gioconda de Giacinto Solito
- 1958 : La Tempête d’Alberto Lattuada
- 1960 : Cinq Femmes marquées (Five Brabded Women) de Martin Ritt
- 1961 : Barabbas de Richard Fleischer
- 1966 : La Bible de John Huston
- 1967 : La Fille et le Général  (La ragazza e il generale) de Pasquale Festa Campanile
- 1970 : Waterloo, BAFTA Film Award 1971 pour les meilleurs costumes (costumes civils)

### Séries télévisées
- 1982 : Verdi (série télévisée)
- 1985 : Christopher Colombus (série télévisée)